# Sukhie Txelbassi
Sukhie Txelbassi - Сухие Челбасы (rus) - és un khútor del krai de Krasnodar, a Rússia. Es troba a la vora esquerra del riu Txelbas, a 20 km al sud-oest de Kanevskaia i a 103 km al nord de Krasnodar. Pertany a l'stanitsa de Kanevskaia.